# آرکیدیا لیک (کارولینای جنوبی)
آرکیدیا لیک(به انگلیسی: Arcadia Lakes) شهری در ایالت کارولینای جنوبی کشور ایالات متحده آمریکا است که جمعیت آن در سرشماری سال ۲۰۱۰ میلادی، ۸۶۱ نفر بوده‌است.